# Brian Priske
Brian Priske (* 14. května 1977 Horsens) je dánský fotbalový trenér, bývalý hráč a reprezentant. V letech 2022–2024 a od roku 2025 hlavní trenér pražské Sparty. V sezóně 2024/2025 vedl rotterdamský Feyenoord, do kterého přišel z pražské Sparty, se kterou ve dvou sezonách dokázal obhájit titul a vyhrát double.

## Hráčská kariéra
S fotbalem začínal v AC Horsens, odkud se přes Aarhus Fremad dostal do Aalborgu. Ve své první sezoně vyhrál s Aalborgem ligu, a před odchodem do belgického Genku byl klubovým kapitánem. V reprezentačním utkání proti Anglii (17. května 2005, výhra Dánska 4:1) zaujal anglické skauty a o několik dní později přestoupil do Portsmouth FC. V Anglii ale odehrál pouze rok, vrátil se do Belgie, tentokrát do Brugg, kde v roce 2007 oslavil vítězství v belgickém poháru. Následně se vrátil do Dánska, do Vejle BK. Kariéru ukončil v roce 2011 v norském IK Start.
Za dánský národní tým nastupoval v letech 2003–2007 a odehrál za něj 24 utkání. Zúčastnil se s ním Mistrovství Evropy v roce 2004, kde nastoupil v jednom utkání. Patnáct startů si připsal i v jednadvacítce.

## Trenérská kariéra

### Asistent
Po konci hráčské kariéry se stal asistentem trenéra v Midtjyllandu, kde dříve působil. Po 5 sezonách odešel do stejné role do FC Kodaň, po roce se ale vrátil.

### Fc Midtjylland
V srpnu 2019 se stal hlavním trenérem klubu. Ve své první sezoně v pozici hlavního trenéra dovedl Midtjylland k titulu. V předkolech Ligy mistrů postoupil přes Ludogorec, BSC Young Boys a pražskou Slavii až do základní skupiny slavné soutěže, kde v konkurenci Liverpoolu, Atalanty a Ajaxu získal 2 body za remízy s prvními dvěma jmenovanými kluby.

### Royal Antwerp Fc
V květnu 2021 podepsal dvouletou smlouvu s belgickým Royal Antwerp FC, kde skončil po jednom roce při změnách v realizačním týmu. S Antverpami si zahrál základní skupinu Evropské ligy, ve skupině s pozdějším vítězem Frankfurtem, Olympiacosem a Fenerbahçe obsadil 4. místo se ziskem 5 bodů.

### AC Sparta Praha
V květnu 2022 se stal trenérem pražské Sparty, ve které po ročním angažmá vyhrál třicátý sedmý titul, první po devíti letech. Za rok přidal titul druhý, i s českým pohárem. Ve druhé sezóně ve Spartě se mu podařilo tým dovést též do osmifinále Evropské ligy.

### Feyenoord Rotterdamm
V červnu 2024 podepsal s nizozemským Feyenoordem tříletou smlouvu. Ihned na úvod sezóny se mu podařilo vyhrát Nizozemský superpohár.

### AC Sparta Praha (návrat)
Dne 9. června 2025 se stal znovu trenérem pražské Sparty.